# Jean Georges de Holstein-Gottorp
Jean Georges de Holstein-Gottorp, né le 8 octobre 1638 à Gottorp, décédé le 25 novembre 1655 à Sessa Aurunca

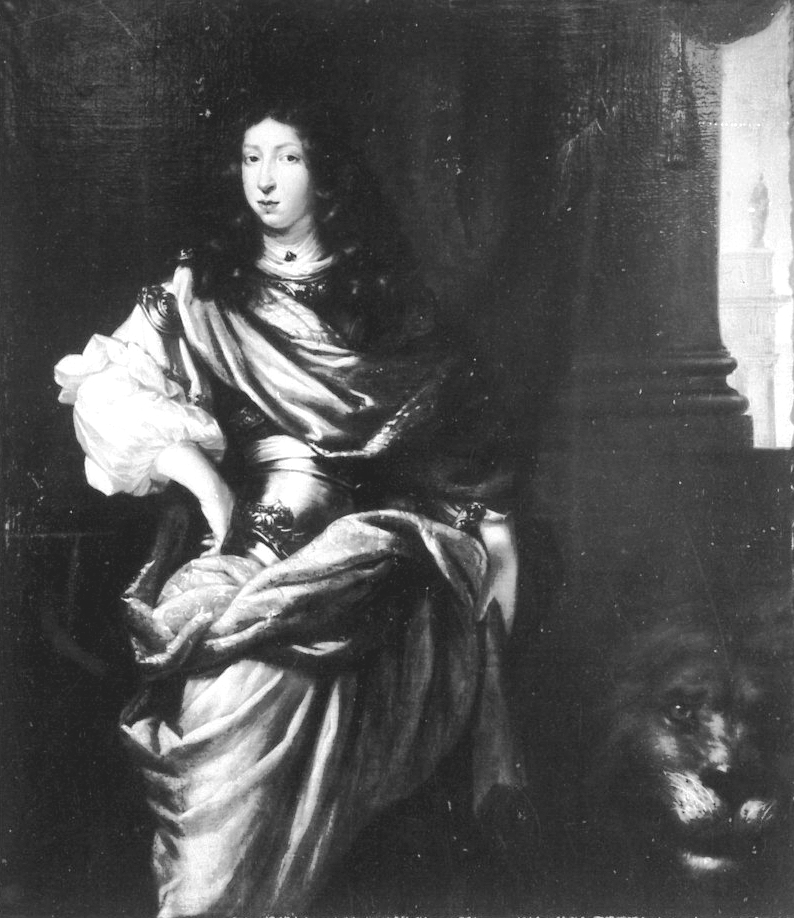
Jean Georges de Holstein Gottorp

## Biographie
Il est le fils de Frédéric III de Holstein-Gottorp et de Marie-Élisabeth de Saxe. Héritier du duché de Schleswig-Holstein-Gottorp, coadjuteur de Lübeck en 1654, il est élu en février 1655 Prince Évêque de Lübeck à la mort de son oncle Jean de Holstein-Gottorp.
Il meurt quelques mois plus tard en Italie de la variole. Son frère Christian-Albert de Holstein-Gottorp lui succède alors dans sa charge.
Son corps est rapatrié à Gottorp l'année suivante pour être enterré dans la cathédrale de Schleswig.